# Palmitaat
Palmitaat is de benaming voor verbindingen (esters of zouten) van het vetzuur palmitinezuur (een andere naam voor hexadecaanzuur: C16H32O2.) Palmitinezuur is een verzadigd vetzuur met zestien koolstofatomen. Een andere benaming voor palmitaat is dan ook n-hexadecanoaat.
Enkele voorbeelden van palmitinezuuresters zijn:
- ascorbylpalmitaat (verbinding met ascorbinezuur) : dit is een vetoplosbare vorm van vitamine C, opgenomen in de Europese lijst van voedingsadditieven als E304.
- retinylpalmitaat (verbinding met retinol of vitamine A) : wordt onder andere in schoonheidsproducten voor gezichtsverzorging e.d. gebruikt. Retinylpalmitaat wordt ook wel vitamine A-palmitaat genoemd.
- Pipotiazinepalmitaat (de palmzure ester van pipotiazine), gebruikt in de behandeling van chronische of recidiverende psychosen (merknaam: "Piportil").